# Ichigaya
Ichigaya (市谷) est un quartier dans l'est de l'arrondissement de Shinjuku à Tōkyō.

## Lieux de Ichigaya
- Université Hōsei Campus Ichigaya
- Université Chūō
- Maintenant quartier général du Ministère de la Défense, d'abord aux mains du Commandant suprême des forces alliées pour l'Armée impériale japonaise, le bâtiment devint le quartier général de l'armée de terre des Forces japonaises d'autodéfense (division de l'est) à la suite de la Seconde Guerre mondiale. Il est devenu le quartier général des Forces japonaises d'autodéfense en mai 2000 à la suite de la fermeture de celui Akasaka pour laisser sa place au Tokyo Mid-Town Tower. Yukio Mishima s'y est suicidé en 1970.
- Association Japonaise de Go

## Entreprises basées à Ichigaya
- Borland Japan
- Dai-Nippon Printing
- Informatica Corporation Japan

## Transport ferroviaire
- Gare d'Ichigaya :  Lignes Chūō-Sōbu, Namboku, Shinjuku et Yūrakuchō (les quais JR East et Toei sont situées au bord de la rivière à Chiyoda)
- Station Akebonobashi : Ligne Shinjuku
- Station Ushigome-Yanagichō : Ligne Ōedo